# Jennie Augusta Brownscombe
Jennie Augusta Brownscombe, née le 10 décembre 1850 près de Honesdale en Pennsylvanie et morte le 5 août 1936 à New York dans le quartier de Bayside, est une peintre de genre américaine.

## Biographie
Jennie Augusta Brownscombe naît le 10 décembre 1850 dans une cabane en rondins près de Honesdale. Elle est la seule enfant de William Brownscombe, un agriculteur originaire du Devonshire en Angleterre, et d'Elvira Brownscombe (née Kennedy).
Son père aurait immigré aux États-Unis vers 1840 et aurait construit la maison où elle est née et a grandi.
Sa mère, écrivaine et artiste talentueuse, stimule l'intérêt de Jennie Augusta pour la poésie et l'art. Elle remporte des prix à la foire du comté de Wayne pour son travail quand elle est une élève du secondaire.
Elle étudie avec Victor Nehlig (en) au Cooper Institute à New-York, et avec Lemuel Wilmarth (en) à la National Academy, où elle expose fréquemment, et avec Henry Mosler à Paris.
Elle travaille comme aquarelliste et peintre à l'huile, illustratrice, graveuse, dessinatrice et artiste commercial. Elle fait des portraits et des peintures de genre.
On cite d’elle : Juin ; Enfance heureuse ; Automne, etc...
Elle meurt à New York le 5 août 1936 puis est inhumée dans sa ville natale au cimetière Glen Dyberry (en).